# ویلار سان کوستانتزو
ویلار سان کوستانتزو (به ایتالیایی: Villar San Costanzo) یک کومونه در ایتالیا است که در استان کونیو واقع شده‌است. ویلار سان کوستانتزو ۱۹٫۵ کیلومتر مربع مساحت و ۱٬۴۷۴ نفر جمعیت دارد و ۶۰۵ متر بالاتر از سطح دریا واقع شده‌است.

## نگارخانه

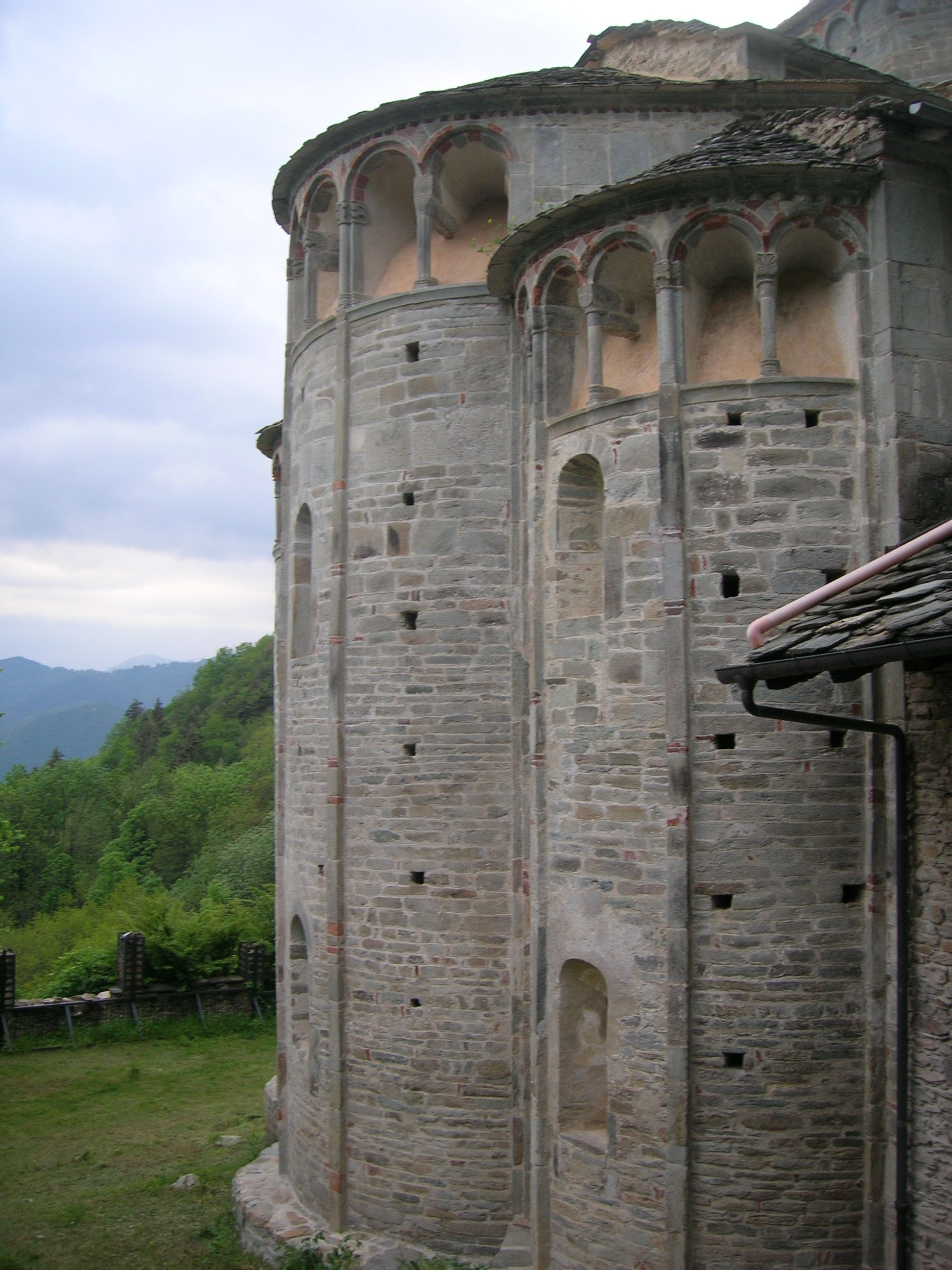
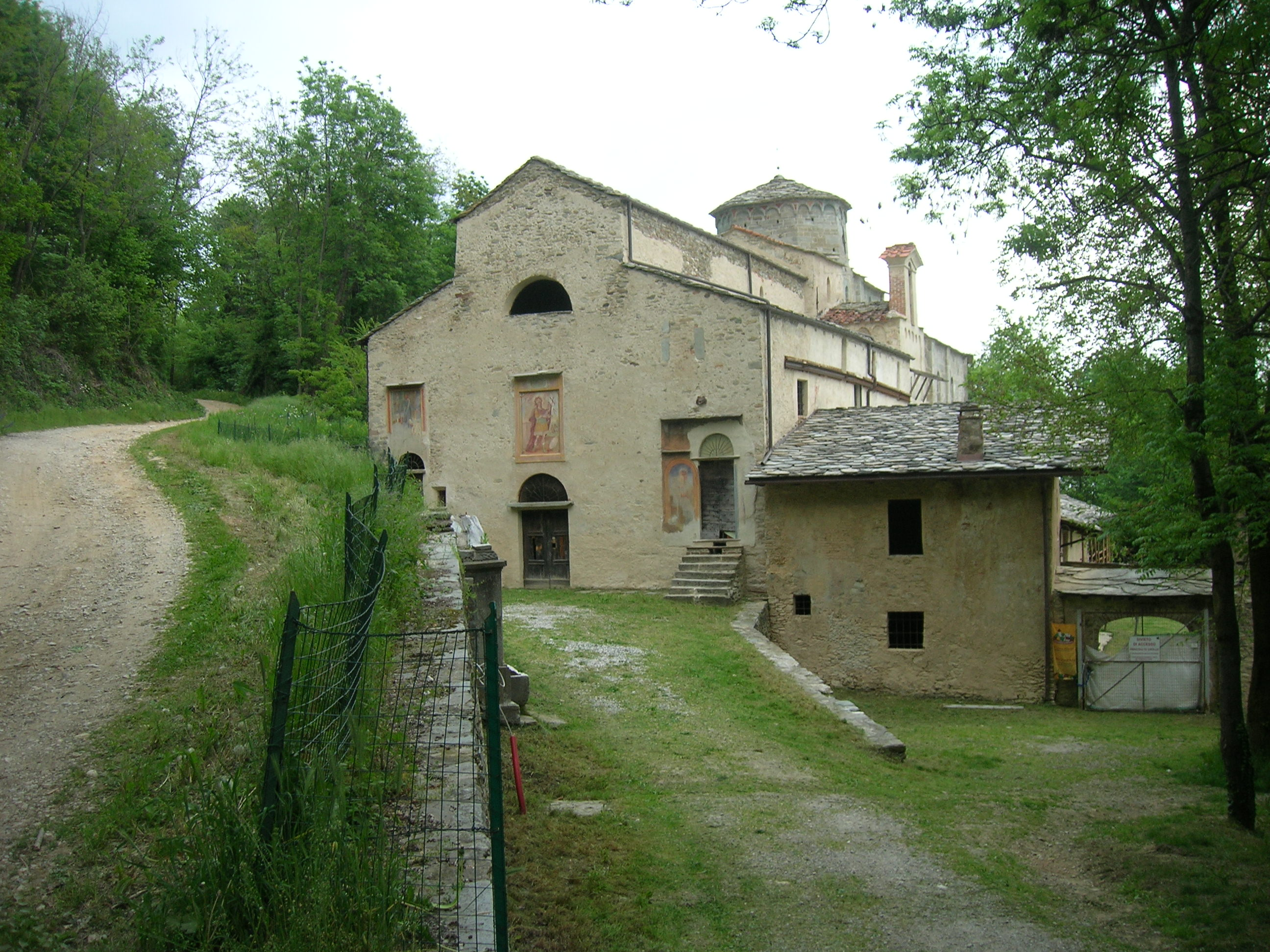
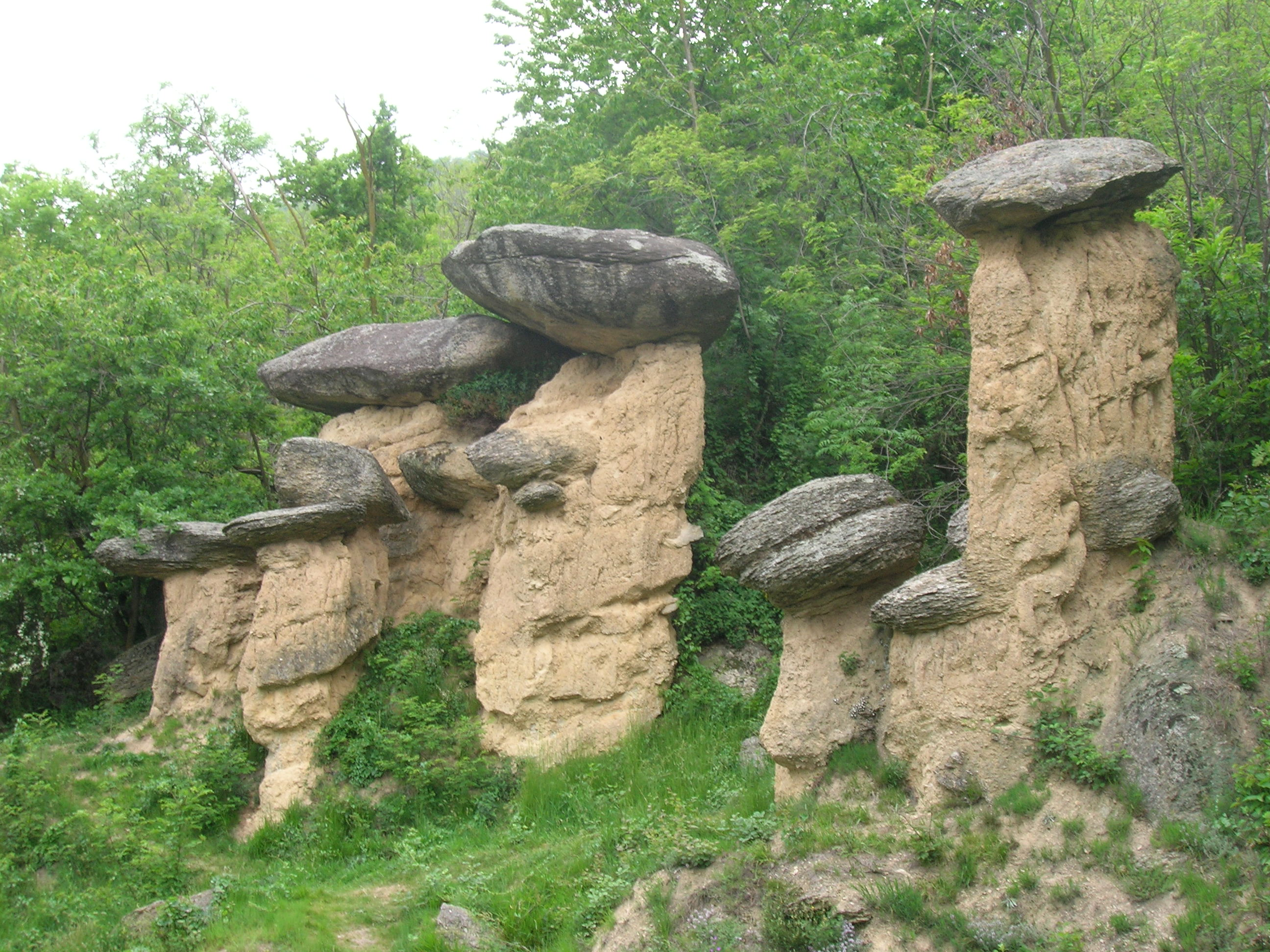